# Utrecht Netzwerk

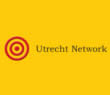
Utrecht Network

Das Utrecht Netzwerk (englisch: Utrecht Network) ist eine europaweite internationale Zusammenarbeit  von Universitäten, die 1987 gegründet wurde. Es setzt sich in Europa für Initiativen ein und möchte die Zusammenarbeit der Mitgliedsuniversitäten stärken. Das Netzwerk fördert die Internationalisierung der Institutionen und nimmt am Erfahrungsaustausch teil. Durch das Netzwerk soll eine gute Qualität in der Verwaltung von europäischen und internationalen Projekten, im Studentenaustausch, bei Dienstleistungen und in der Organisation erreicht werden. 

## Organisation
Präsident des Utrecht-Netzwerks ist der Italiener Francesco Girotti, das Exekutiv-Sekretariat hat seinen Sitz an der Universität Bologna (Stand: 2018). Die jährliche Generalversammlung für das Jahr 2018 wurde im April 2018 an der Comenius-Universität Bratislava abgehalten. Im vorherigen Jahre 2017 war die Universität Hull  der Gastgeber. Das Utrecht-Netzwerk arbeitet mit dem Australian-European-Network (AEN) und dem Mid-America Universities International (MAUI) zusammen.

## Aktivitäten
Die Planung und Durchführung von Aktivitäten liegt im Aufgabenspektrum einer Taskforce, die sich aus den Reihen der Mitgliedsinstitutionen und Partner zusammensetzt. Derzeitige Initiativen sind die Internationalisierung der Curricula Knowledge Base, Trainingsprogramme für Universitätspersonal, Organisation von internationalen Sommerschulen und Förderprogramme von jungen Forschern.

## Mitglieder
- Belgien: Universität Antwerpen
- Dänemark: Universität Aarhus
- Deutschland: Ruhr-Universität Bochum und Universität Leipzig
- Estland: Universität Tartu
- Finnland: Universität Helsinki
- Frankreich: Université Lille Nord de France, Universität Lille I, Universität Lille II, Universität Lille III und Universität Straßburg
- Griechenland: Aristoteles-Universität Thessaloniki
- Irland: University College Cork
- Italien: Universität Bologna
- Lettland: Universität Lettlands
- Litauen: Universität Vilnius
- Malta: Universität Malta
- Niederlande: Utrecht School of the Arts und Universität Utrecht
- Norwegen:  Universität Bergen
- Österreich: Universität Graz
- Polen: Jagiellonen-Universität
- Portugal: Universität Coimbra
- Rumänien: Universität Alexandru Ioan Cuza Iași
- Slowakei: Comenius-Universität Bratislava
- Slowenien: Universität Ljubljana
- Spanien: Universität Complutense Madrid und Universität Valencia
- Schweden: Universität Lund
- Schweiz: Universität Basel
- Tschechien: Masaryk-Universität
- Türkei: Boğaziçi Üniversitesi
- Ungarn: Eötvös-Loránd-Universität
- Vereinigtes Königreich: Queen’s University Belfast und University of Hull